# Naturschutzgebiete und Naturschutzobjekte in Wien
Übersichtsseite der Naturdenkmäler im Bundesland Wien strukturiert nach den Bezirken.
Diese Aufstellung enthält je Bezirk hauptsächlich den Link zur jeweiligen Liste der Naturdenkmäler und wenn vorhanden auch den Link zur jeweiligen Liste der Naturschutzgebiete oder zum jeweiligen einzelnen Naturschutzgebiet.

## Listen nach den Bezirken von Wien

### 1. BezirkInnere Stadt
- Naturdenkmäler von Innere Stadt

### 2. BezirkLeopoldstadt
- Naturdenkmäler von Leopoldstadt

### 3. BezirkLandstraße
- Naturdenkmäler von Landstraße

### 4. BezirkWieden
- Naturdenkmäler von Wieden

### 5. BezirkMargareten
- Naturdenkmäler von Margareten

### 6. BezirkMariahilf
- Naturdenkmäler von Mariahilf

### 7. BezirkNeubau
- Naturdenkmäler von Neubau

### 8. BezirkJosefstadt
- Naturdenkmäler von Josefstadt

### 9. BezirkAlsergrund
- Naturdenkmäler von Alsergrund

### 10. BezirkFavoriten
- Naturdenkmäler von Favoriten

### 11. BezirkSimmering
- Naturdenkmäler von Simmering

### 12. BezirkMeidling
- Naturdenkmäler von Meidling

### 13. BezirkHietzing
- Naturdenkmäler von Hietzing
- Naturschutzgebiet Lainzer Tiergarten

### 14. BezirkPenzing
- Naturdenkmäler von Penzing

### 15. BezirkRudolfsheim-Fünfhaus
- Naturdenkmäler von Rudolfsheim-Fünfhaus

### 16. BezirkOttakring
- Naturdenkmäler von Ottakring

### 17. BezirkHernals
- Naturdenkmäler von Hernals

### 18. BezirkWähring
- Naturdenkmäler von Währing

### 19. BezirkDöbling
- Naturdenkmäler von Döbling

### 20. BezirkBrigittenau
- Naturdenkmäler von Brigittenau

### 21. BezirkFloridsdorf
- Naturdenkmäler von Floridsdorf
- Landschaftsschutzgebiet Bisamberg (Wiener Teil)

### 22. BezirkDonaustadt
- Naturdenkmäler von Donaustadt
- Naturschutzgebiet Lobau (speziell Naturschutz)
(Teil vom Nationalpark Donau-Auen)

### 23. BezirkLiesing
- Naturdenkmäler von Liesing
- Landschaftsschutzgebiet Liesing (Teile A, B, C)

- Karte mit allen Koordinaten:
- OSM |
- WikiMap